# System CORS
System CORS (ang. Continuously Operating Reference Stations) – system wspomagający GPS, pozwalający na uzyskiwanie dokładności rzędu kilku centymetrów w stosunku do Narodowego Przestrzennego Systemu Odniesienia (National Spatial Reference System), zarówno dla składowych poziomych jak i pionowych. Geodeci, specjaliści w zakresie GIS/LIS, inżynierowie, naukowcy i inni mogą wykorzystać dane pozyskane dzięki systemowi CORS w celu ustalenia pozycji punktów.

## Zastosowanie CORS
Wyznaczanie pozycji metodami:
- statycznymi
  - centymetrowa dokładność przy użyciu danych kilkugodzinnych,
  - decymetrowa dokładność przy użyciu danych jednominutowych
- kinematycznymi:
  - decymetrowa dokładność dla samolotu, samochodu, łodzi

Geofizyka
- ruchy skorupy ziemskiej

Meteorologia
- zawartość pary wodnej w atmosferze

### Zastosowanie CORS w czasie rzeczywistym
- Serwisy awaryjne
- Systemy ostrzegania przez osuwiskami
- Śledzenie toru poruszania się pojazdów
- Lądowanie samolotów
- Cumowanie
- Kontrolowanie maszyn
- Deformacje mostów i zapór wodnych
- Stacje przeznaczone do długoterminowego działania
- Dane dostępne on-line na stronie NGS
- Wszystkie dane są stale przechowywane w NGS
- Pozycja anteny przeliczana jest codziennie

## Państwowa Sieć CORS
- Stacje bazowe działają 24h, 7 dni w tygodniu
- NGS udostępnia wszystkie dane
- NGS archiwizuje wszystkie dane pomocnicze
- Mapa CORS-u znajdująca się na stronie głównej NGS zawiera odnośniki do danych archiwalnych NGS
- NGS sprawdza codziennie współrzędne punktów
- System OPUS automatycznie wybiera 3 państwowe stacje CORS
- Stacje, aby zostały włączone, muszą znacznie ulepszać funkcjonalność państwowej sieci CORS pod względem pokrycia, jakości danych, niezawodności.

## Sieć Cooperative CORS
- Stacje działające przynajmniej 8 godzin dziennie, 5 dni w tygodniu
- Dostarcza adres strony uczestnika
- Minimum 7-dniowe dane na stronie uczestnika
- Pozycja anteny przeliczana jest co 30 dni lub rzadziej
- Stacja bazowa działa minimum 8 godzin na dobę, 5 dni w tygodniu
- Uczestnik udostępnia publicznie dane pomocnicze w formacie RINEX (minimum 30 dni on-line)
- Uczestnik zajmuje się stroną internetową, odpowiada za zdjęcie anteny, prowadzenie dziennika stacji itp.
- Mapa CORS-u znajdująca się na stronie głównej NGS zawiera odnośniki do danych archiwalnych uczestnika
- NGS sprawdza współrzędne punktów raz w miesiącu
- Ulepszony system OPUS pozwala użytkownikowi na ręczne wybranie 3 stacji państwowych CORS
- Wszystkie stacje spełniają warunki

Każda stacja dostarcza GPS-owych obserwacji fazowych i kodowych odległości, dzięki przestrzennemu pozycjonowaniu na terytoriach należących do Stanów Zjednoczonych Ameryki.

## Charakterystyka CORS
- Państwowa Sieć składa się z ponad 400 stacji
- Sieć Cooperative z około 300 stacji
- dane przechowywane są w plikach typu RINEX
- dane rozpowszechniane są darmowo, dostępne na stronach internetowych National Geodetic Survey oraz udostępniane przez organizacje współpracujące
- dane dostępne są on-line

## OPUS
Serwis pozwalający użytkownikom na uzyskanie współrzędnych punktów drogą internetową On-line Positioning User Service. Dostarcza użytkownikom szybszy i prostszy dostęp do Państwowego Przestrzennego Systemu Odniesienia (NSRS - National Spatial Reference System)

### Działanie OPUS
- Pliki typu RINEX dostarczone przez stronę NGS
- Obliczenia są wykonywane automatycznie przez komputery i oprogramowanie NGS w nawiązaniu do 3 najlepiej odpowiadających stacji CORS
- Użytkownik otrzymuje współrzędne punktów poprzez pocztę elektroniczną.

## Kryteria przyłączenia stacji permanentnych do CORS
- Odbiornik i antena są przynajmniej dwuczęstotliwościowe (L1,L2)
- Odbiornik wychwytuje przynajmniej 8 satelitów powyżej 10 stopni
- Odbiornik z kodem C/A lub kodem P do wyznaczania pseudoodległości
- Odbiornik pracuje na pełnym zakresie długości fali dla częstotliwości L1
- Odbiornik pracuje na pełnym zakresie długości fali dla częstotliwości L2
- Pseudoodległość jest wyznaczana z dokładnością lepszą niż 0.5 m
- Antena spełnia wymogi NGS
- Antena może osiągnąć stabilność jedno-centymetrową
- Dane są bezpłatnie dostępne do rozpowszechniania
- Dane są rejestrowane co 30 sekund lub w krótszych interwałach
- Zainteresowani mają dostęp do Internetu
- Zainteresowani dostarczają cały sprzęt
- Zainteresowani wyrażają zgodę na zastosowanie współrzędnych pozycyjnych zatwierdzonych przez NGS